# الذاتية والموضوعية (فلسفة)
يُعد التمييز بين الذاتية والموضوعية أحد الأفكار الأساسية في الفلسفة، على وجه التحديد في نظرية المعرفة وما وراء الطبيعة. غالبًا ما يرتبط ذلك بمناقشات حول الوعي، والوكالة، والتشخص، وفلسفة العقل، وفلسفة اللغة، والواقع، والحقيقة والتواصل (في سبيل المثال في التواصل السردي والصحافة).
- يمكن اعتبار أمر ما ذاتيًا عند اعتماده على العقل (التحيزات، والإدراك الحسي، والمشاعر، والآراء، والخيال أو التجربة الواعية).[1] إذا كان الادعاء صحيحًا عند النظر فيه من وجهة نظر الكائن الواعي حصرًا، فإن الادعاء صائب ذاتيًا. على سبيل المثال، قد يعتبر شخص ما الطقس دافئ ومثالي، بينما ينظر شخص آخر إلى الطقس نفسه باعتباره حارًا للغاية؛ تُعد وجهتا النظر هاتان ذاتيتين. تأتي كلمة الذاتية من الذات بالمعنى الفلسفي، إذ تشير إلى الفرد الذي يمتلك تجارب واعية فريدة، مثل المنظور، والأحاسيس، والمعتقدات والرغبات،[2] أو الذي يتصرف (بشكل واع) أو يمارس السلطة على كيان آخر ما (الموضوع).[3]
- يمكن اعتبار أمر ما موضوعيًا عند القدرة على تأكيده بشكل مستقل عن العقل. إذا كان الادعاء صحيحًا عند النظر فيه من خارج وجهة نظر الكائن الواعي حتى، فإن الادعاء صائب موضوعيًا. تمثل الموضوعية العلمية ممارسة العلوم مع تعمد التقليل من التعصب، أو التحيزات أو التأثيرات الخارجية. تمثل الموضوعية الأخلاقية بدورها مفهوم القوانين الأخلاقية التي تخضع للمقارنة ببعضها البعض عبر مجموعة من الحقائق العالمية أو من خلال منظور عالمي معين عوضًا عن مجموعة من وجهات النظر المتعارضة والمختلفة.[4] تمثل الموضوعية الصحفية عملية نقل الحقائق والأخبار بأقل قدر ممكن من التحيزات الشخصية أو على نحو نزيه أو محايد سياسيًا.

لاقت كلا الفكرتين العديد من التعريفات المتباينة والملتبسة من العديد من المصادر المختلفة نظرًا إلى عدم وجود أي أهمية معتبرة للتمييز بينهما إذ لا يُعد ذلك نقطة محورية في الخطاب الفلسفي. عادة ما تُعتبر هاتان الكلمتان متضادتين، على الرغم من استكشاف عدد من التعقيدات المتعلقة بكلتيهما في الفلسفة: على سبيل المثال، تكمن إحدى وجهات النظر العائدة إلى بعض المفكرين في اعتبار الموضوعية وهمًا غير موجود على الإطلاق، أو اعتقادهم بوجود طيف قادر على ربط الذاتية والموضوعية مع منطقة رمادية بينهما، أو أنه من الممكن النظر في مشكلة العقول الأخرى بأفضل طريقة ممكنة من خلال مفهوم توافق الذوات، الذي أمكن تطويره منذ القرن العشرين. يعود جذر كلمتي الذاتية والموضوعية إلى المصطلحين الفلسفيين الذات والموضوع، اللذين يشيران إلى المراقب والشيء الخاضع للمراقبة، على الترتيب.

## في الأخلاقيات

### الموضوعانية والنسبية الأخلاقية
تمثل الموضوعانية الأخلاقية وجهة النظر التي تشير إلى عدم اعتماد الصواب والخطأ على ما يعتقد المرء أنه صواب أو خطأ. تستند الموضوعانية الأخلاقية إلى كيفية تأثير القانون الأخلاقي على صحة أفراد المجتمع ورفاهيتهم. تسمح الموضوعانية الأخلاقية بمقارنة القوانين الأخلاقية مع بعضها البعض من خلال مجموعة من الحقائق العالمية أكثر من أعراف المجتمع. يعرّف نيكولاس ريشار الأعراف بأنها العادات الموجودة داخل كل مجتمع (على سبيل المثال، ما يمكن للنساء ارتداؤه) ويفيد بأن القوانين الأخلاقية غير قابلة للمقارنة بالبوصلة الأخلاقية الشخصية. تشمل الأمثلة على ذلك الحتمية المطلقة لإيمانويل كانط التي تقول: «تصرف فقط بناءً على القاعدة التي تريد في الوقت ذاته تطبيقها كقانون عالمي». كان جون ستيوارت مل مفكرًا منطقيًا، إذ اقترح مذهب النفعية الذي يؤكد أن الشيء الصحيح الواجب فعله في أي موقف متمثل في ما من شأنه إنتاج أكبر قدر من السعادة الإجمالية. تمثل النسبية الأخلاقية وجهة النظر القائلة إن القوانين الأخلاقية للفاعل مستمدة محليًا من ثقافته. تُعد القواعد الموجودة داخل القوانين الأخلاقية متساوية مع بعضها البعض ولا يمكن اعتبارها «صائبة» أو «خاطئة» إلا داخل القوانين الأخلاقية الخاصة بها. تُعد النسبية معاكسة للكونية نظرًا إلى عدم وجود قانون أخلاقي واحد من الواجب اتباعه لدى كل فاعل. تختلف النسبية عن العدمية نظرًا إلى تأكيدها جميع القوانين الأخلاقية الموجودة بينما ترفض الأخيرة ذلك. فيما يتعلق بالنسبية، تمكن الفيلسوف والكاتب الروسي فيودور دوستويفسكي من صياغة العبارة «إذا كان الله غير موجود، فإن كل شيء مباح». تمثل هذه العبارة منظور دوستويفسكي حول عواقب رفض الألوهية كأساس للأخلاقيات. جادلت عالمة الأنثروبولوجيا الأمريكية روث بندكت بعدم وجود الأخلاق الموضوعية المفردة إذ تتنوع القوانين الأخلاقية بالضرورة وتختلف باختلاف الثقافة.

### الذاتانية الأخلاقية
يغطي مصطلح «الذاتانية الأخلاقية» نظريتين مختلفتين في الأخلاق. وفقًا للروايات المعرفية الخاصة بالذاتانية الأخلاقية، تعتمد حقيقة العبارات الأخلاقية على قيم الأفراد، أو مواقفهم، أو أحاسيسهم أو معتقداتهم. يمكن النظر في بعض أشكال الذاتانية الأخلاقية المعرفية باعتبارها أشكالًا من الواقعية، بينما يُعتبر بعضها الآخر شكلًا من أشكال مناهضة الواقعية. يُعتبر ديفيد هيوم مؤسس الذاتانية الأخلاقية المعرفية. بالاستناد إلى التفسير القياسي لنظريته، يمكن اعتبار سمة ما من سمات الشخصية فضيلة أخلاقية عند قدرتها على إثارة شعور بالاستحسان لدى المراقب الإنساني المتعاطف، والمستنير والعقلاني. بشكل مشابه، تنص نظرية المراقب المثالي لرودريك فيرث على أن الأفعال الصائبة عبارة عن تلك الأفعال التي يوافق عليها المراقب العقلاني غير المتحيز. يرى ويليام جيمس، أحد مؤيدي الذاتانية الأخلاقية، أن النهاية جيدة (بالنسبة للشخص أو من أجله) فقط عند رغبة هذا الشخص بتحقيقها (انظر أيضًا الأنانية الأخلاقية). وفقًا للروايات غير المعرفية الخاصة بالذاتانية الأخلاقية، مثل الانفعالية، والمعيارية والتعبيرية، لا يمكن اعتبار العبارات الأخلاقية صائبة أو خاطئة على الإطلاق: عوضًا عن ذلك، تُعد هذه العبارات تعبيرات عن المشاعر أو الأوامر الشخصية. على سبيل المثال، وفقًا لانفعالية ألفرد جول آير، تُعد العبارة «إن القتل خاطئ» مكافئة في معناها للتعبير الانفعالي «لا للقتل!».